# 랜드마크 (홍콩)

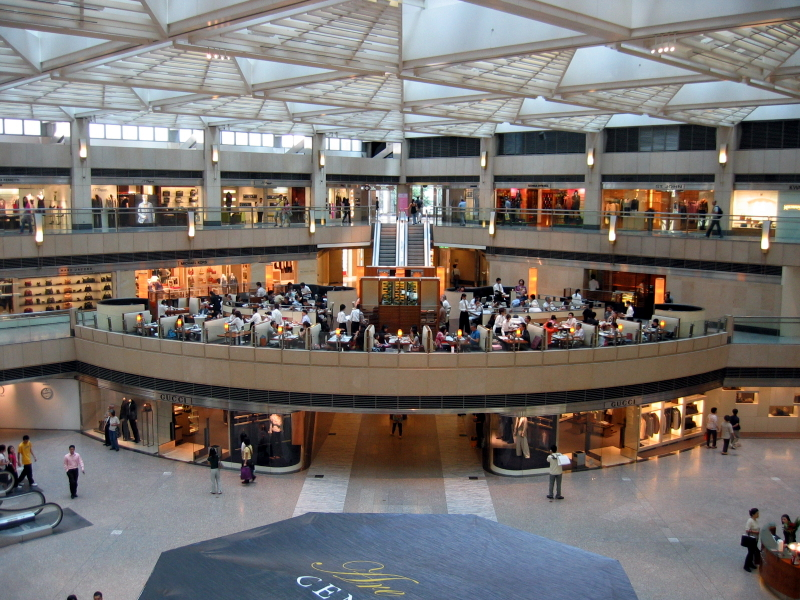
더 랜드마크 내부 중앙 아트리움

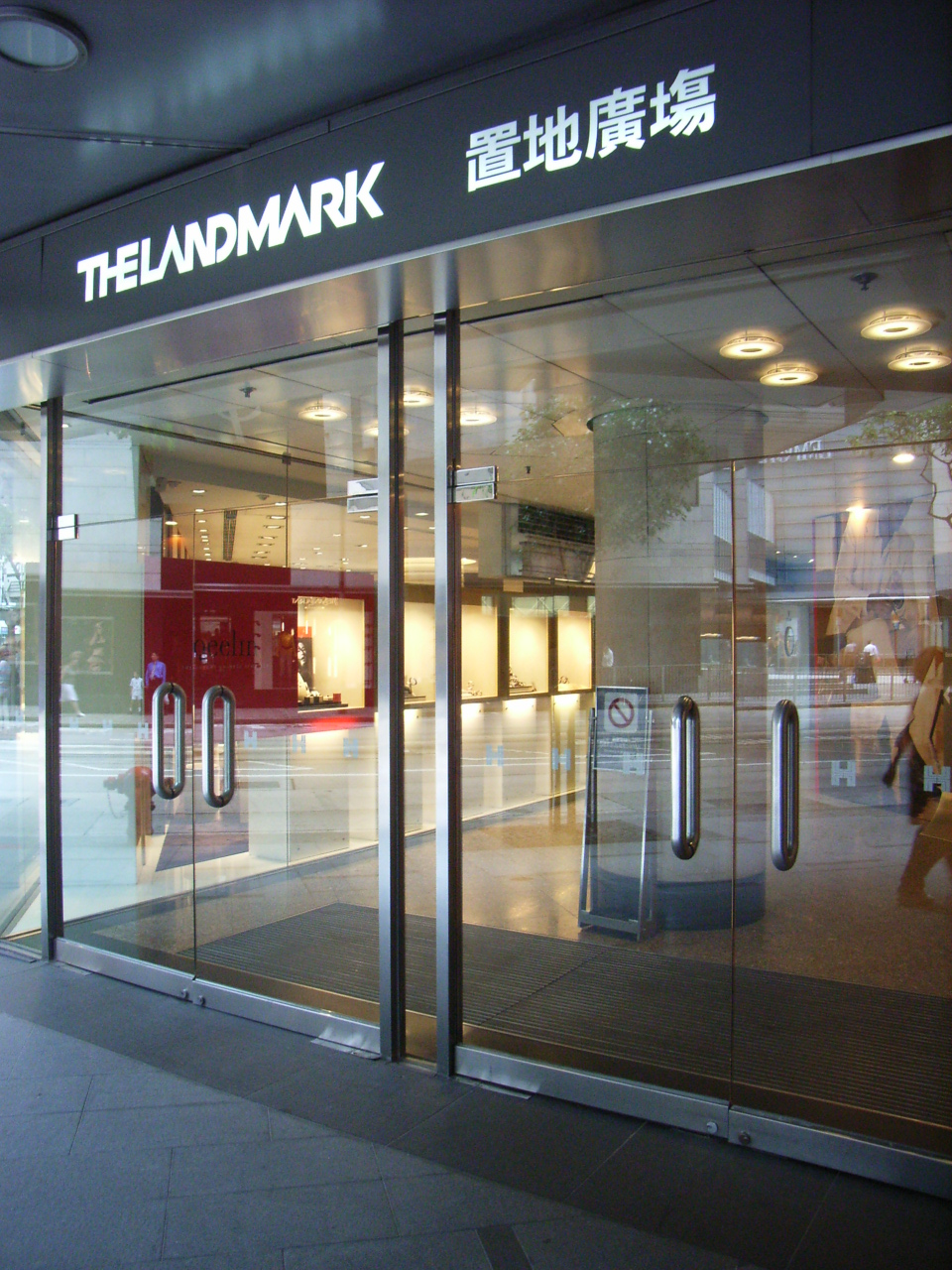
랜드마크 입구

랜드마크(중국어: 置地廣場, The Landmark 더 랜드마크[*])는 홍콩의 중심지인 센트럴에 있는 복합 단지이다. 좁은 의미로는 쇼핑 센터만을 가리키기도 하는데, 이 쇼핑 센터에는 세계 각지의 명품 브랜드 매장들이 입주해 있는 것으로 유명하다.
사무실, 쇼핑 센터, 식당가를 겸한다.

## 역사
랜드마크가 세워진 자리는 부분적으로는 홍콩섬에서 한 때 유명했던 옛 홍콩 호텔이 있던 서 있었던 땅이다. 1970년대 이르러, 홍콩 랜드가 센트럴 재개발 사업에 의거 랜드마크의 건축을 추진하였다. 70년대 말, 제1 단계 사업이 완료되었고, 1983년 전체 프로젝트가 완료되었다.
큰 아트리움 및 그것을 둘러싼 점포들, 그 위에 지어진 사무용 빌딩 에딘버러 타워 및 글로스터 타워, 부속 건물 랜드마크 이스트 등이 지어졌다. 2003년에는 에딘버러 타워가 부티크 호텔인 만다린 오리엔탈 호텔로 용도가 바뀌었다.

## 연결
랜드마크는 센트럴의 중심지에 위치한다. 중앙 MTR 역과 직접 연결된다. 또한, 광범위한 보행자 통로를 통해 센트럴의 다른 건물들과 연결된다.

## 근래의 개발
2002년 홍콩 랜드가 10억 달러짜리 계획을 발표하였다 - 랜드마크 사업 계획(The Landmark Scheme)이다. 이 계획은, 센트럴의 비즈니스적 수요에 맞추어 랜드마크를 리노베이트하겠다는 계획이다. 현재 있는 쇼핑 아트리움을 3층 및 4층까지 확대하겠다는 것과 고급 백화점 '하비 니콜스' 및 6성급 부티크 호텔 '랜드마크 만다린 오리엔탈 호텔'을 입주시키겠다는 것과, 랜드마크 이스트를 재개발하여 14층짜리 '요크 하우스'라는 이름의 A급 사무용 타워로 만들겠다는 것을 골자로 하였다. 랜드마크 사업 계획은 2006년 10월 요크 하우스의 개장과 함께 완료되었다. 콘 페데르센 폭스가 디자인했다.